# Chapelle Sainte-Marguerite de Bucy-le-Long
La chapelle Sainte-Marguerite est une chapelle catholique, classée monument historique, située à Bucy-le-Long, en France.

## Localisation
La chapelle est située sur la commune de Bucy-le-Long, dans le département de l'Aisne.

## Historique
Cette chapelle romane est construite au XIIe siècle. 
Endommagée pendant la Première Guerre mondiale, elle est restaurée ensuite.
Le monument est classé au titre des monuments historiques en 1920.

## Galerie

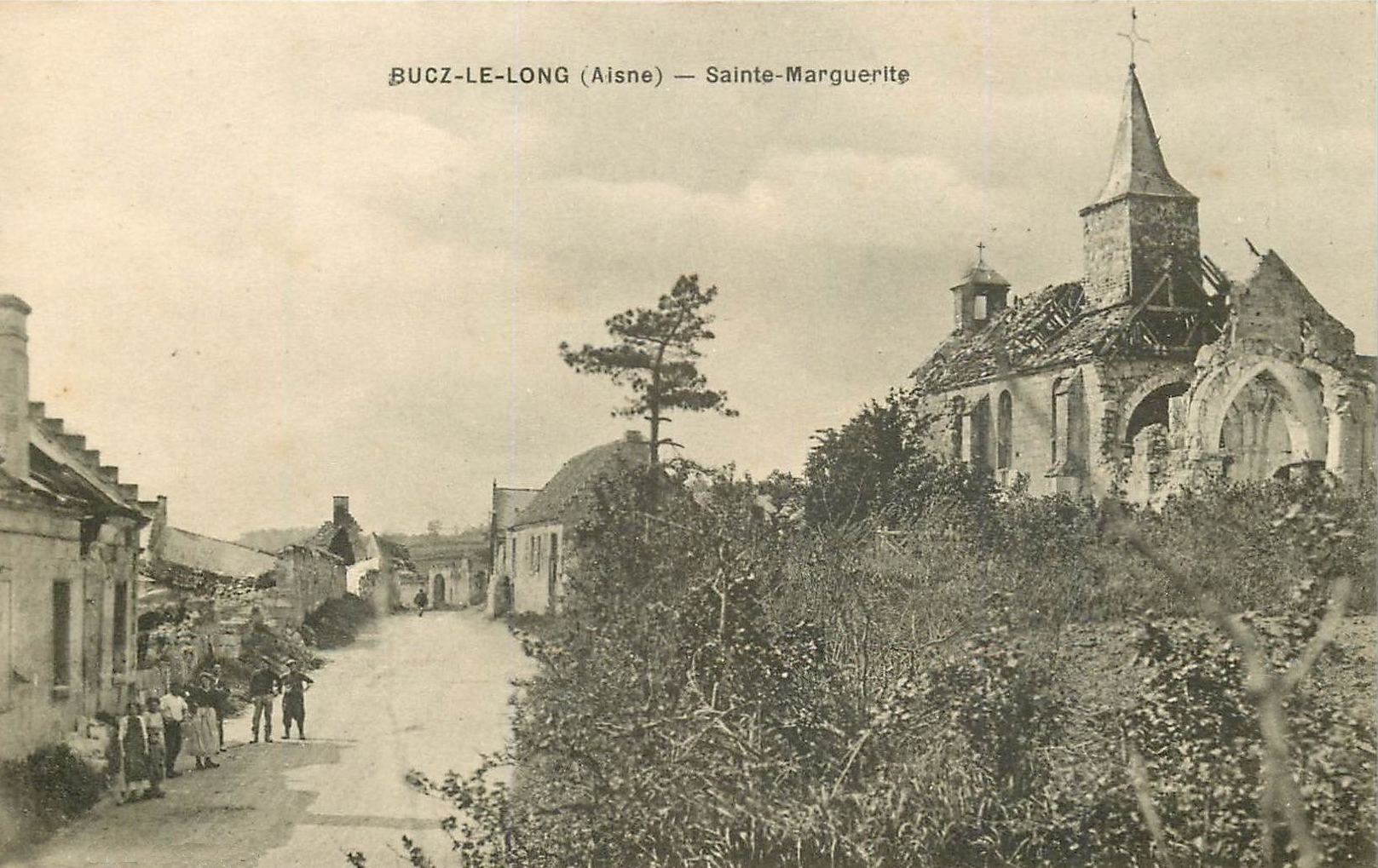
Etat de la chapelle à la fin de la guerre 14-18.
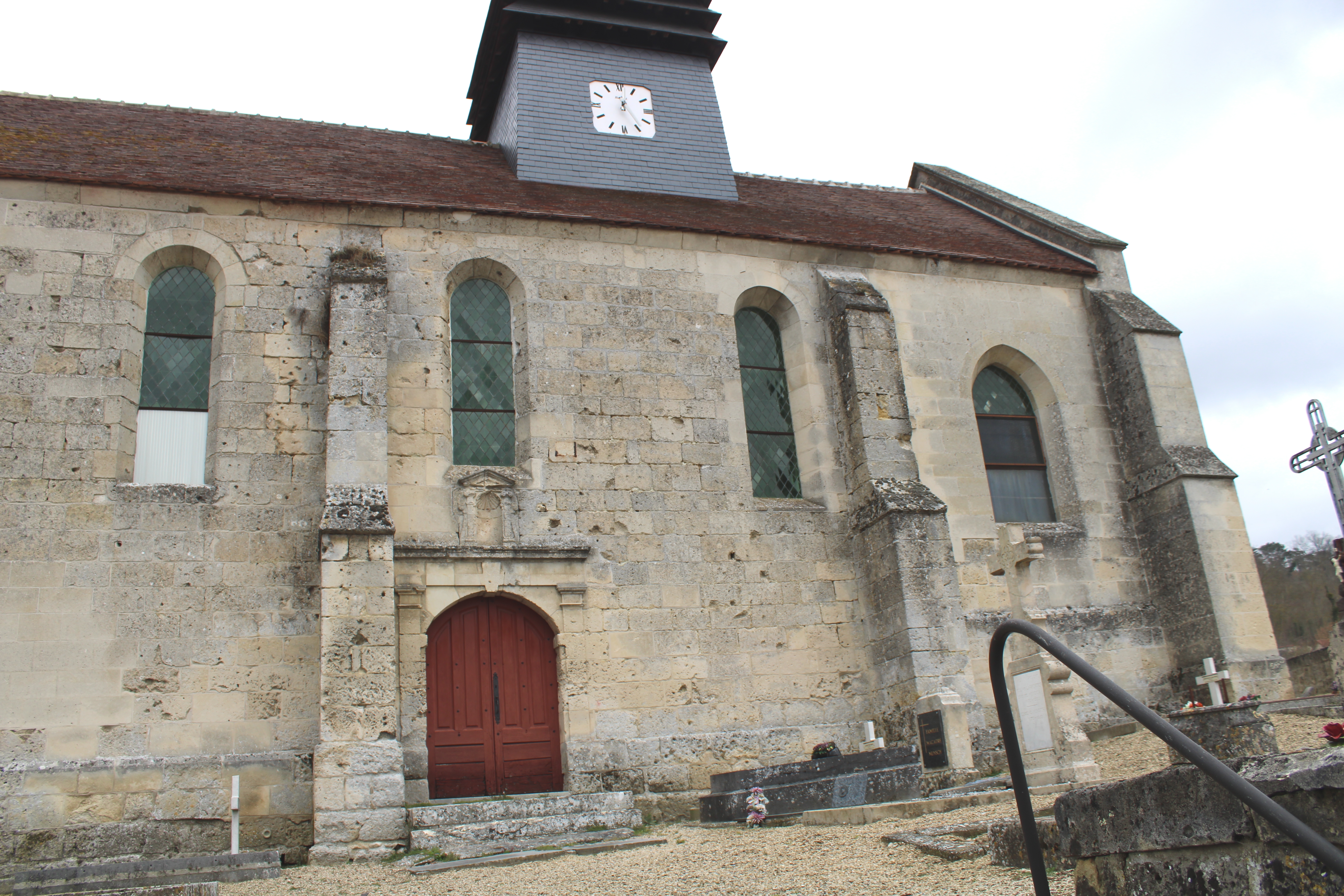
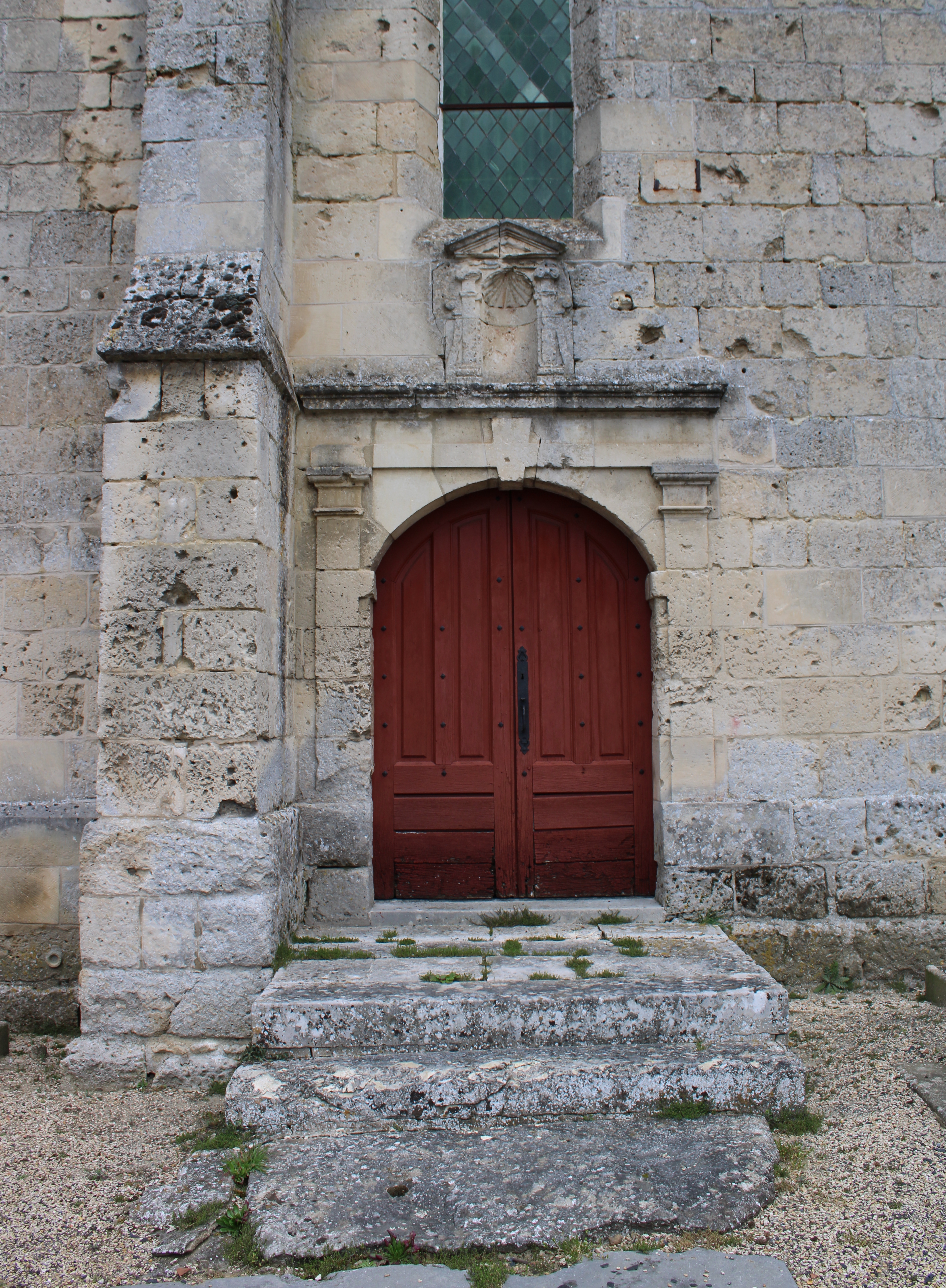
Porche latéral.
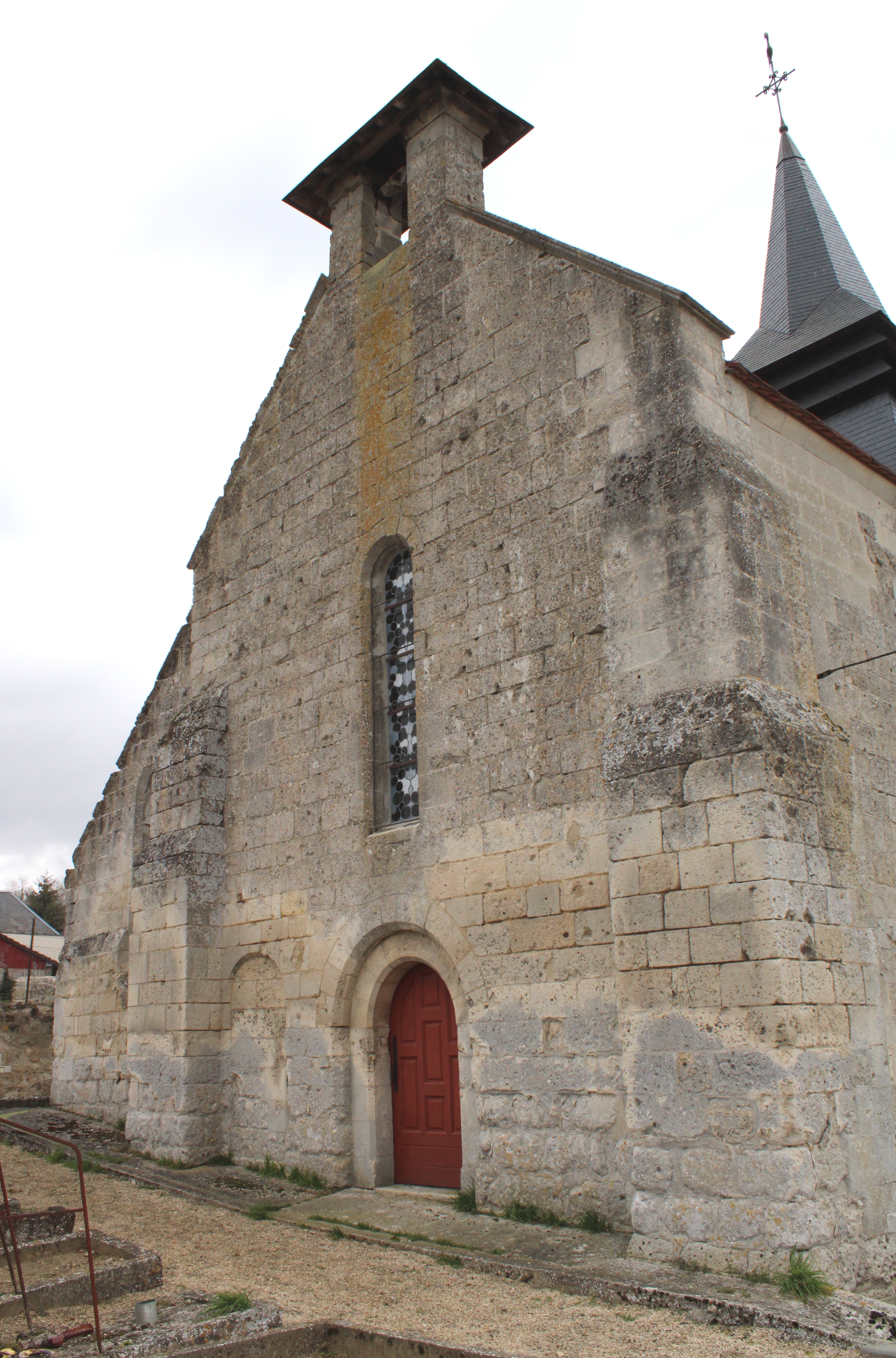
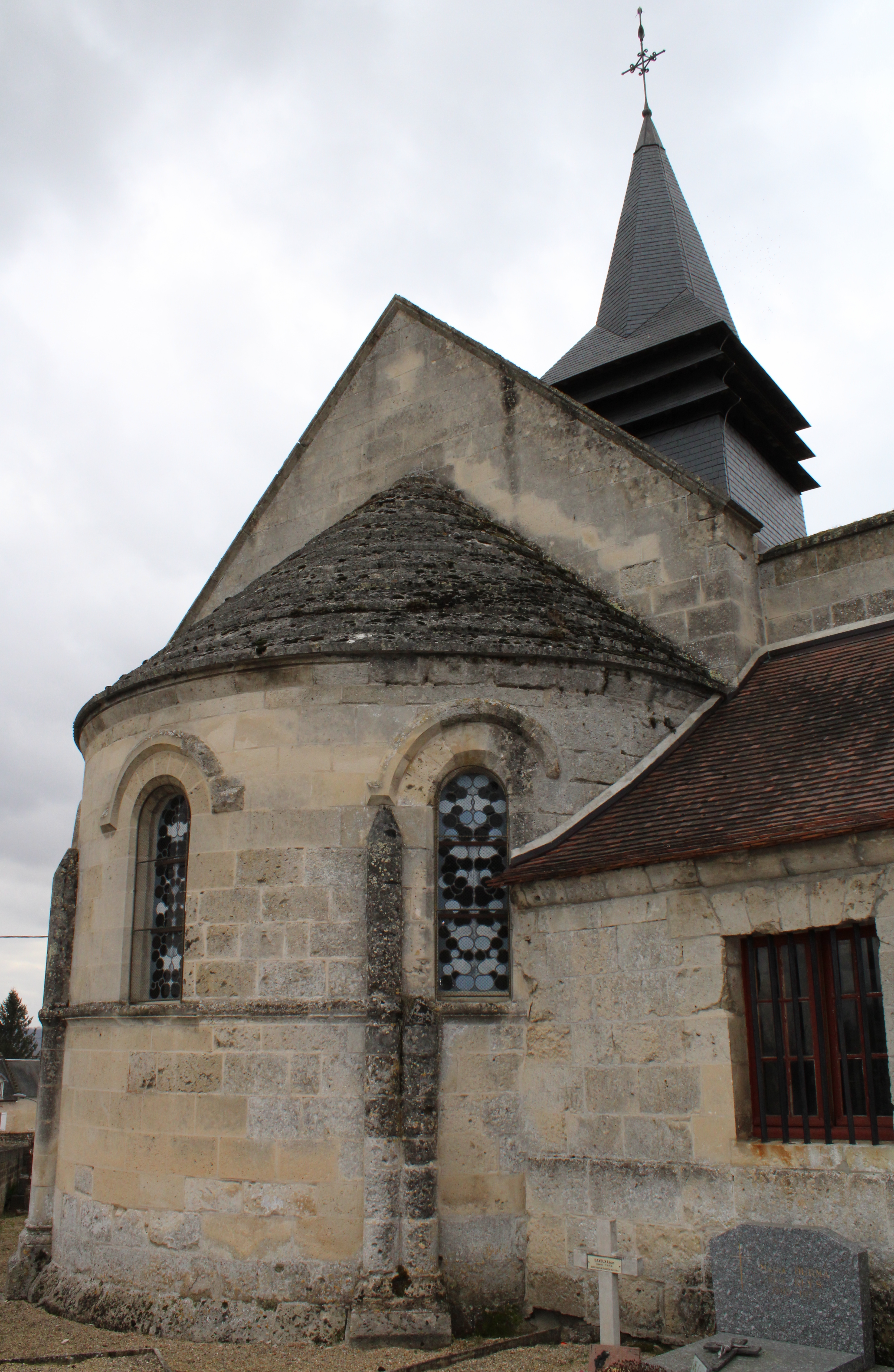
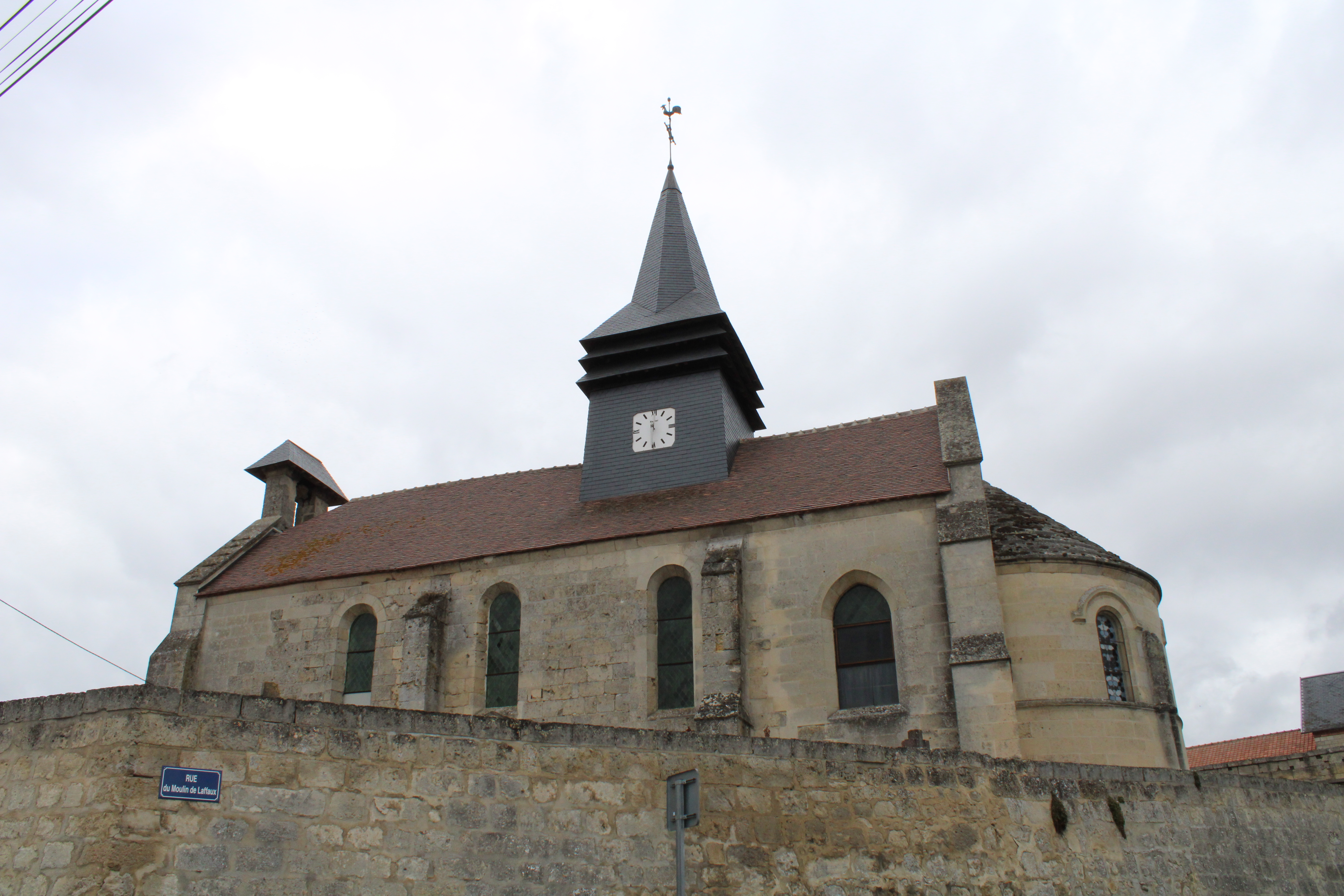
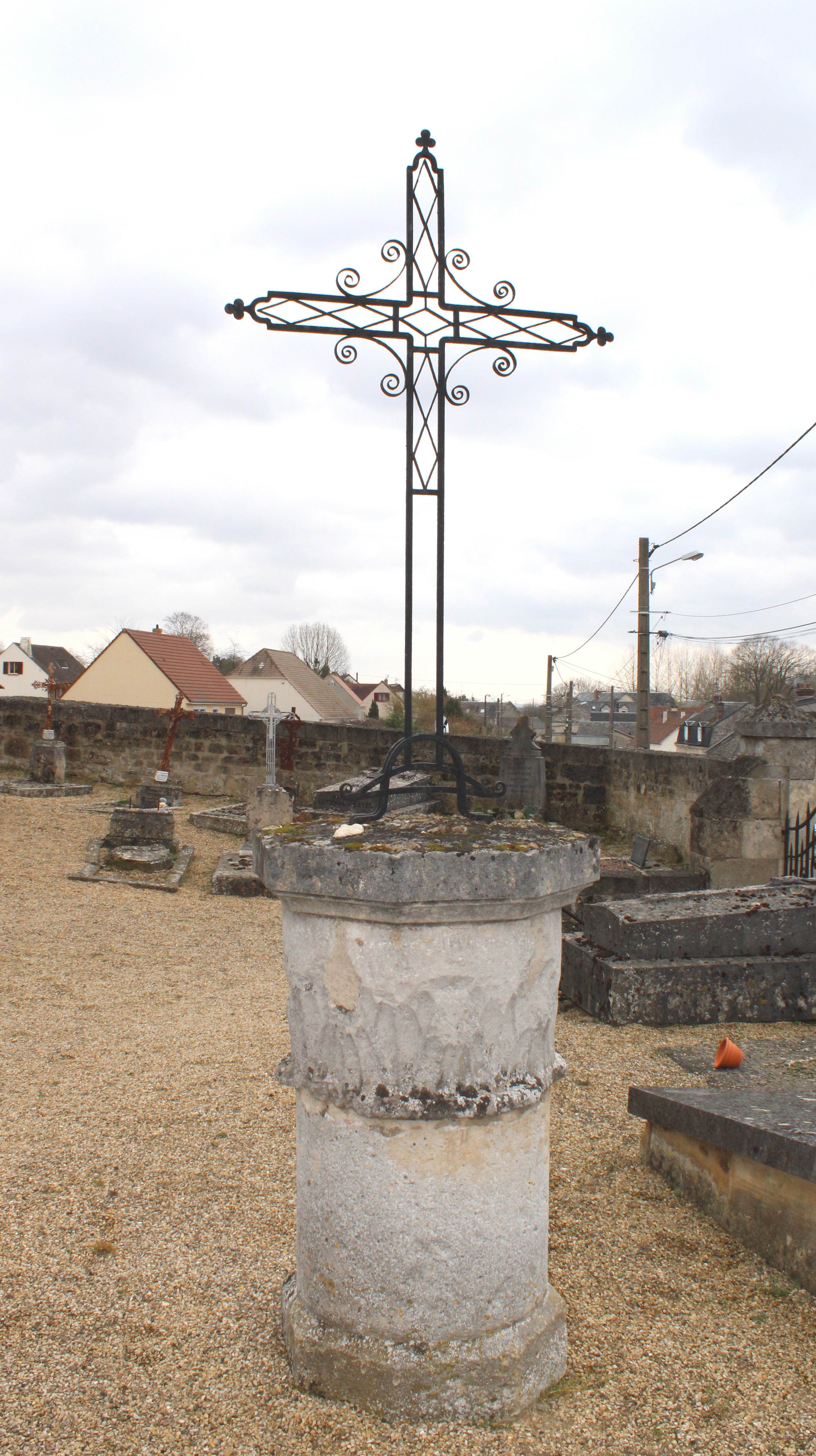
Calvaire au socle sculpté.